# کارامیندولا
کارامیندولا (انگلیسی: Karamindula) یک روستا در کشور سری‌لانکا است.